# Oak Grove Heights
Oak Grove Heights – miasto w Stanach Zjednoczonych, w stanie Arkansas, w hrabstwie Greene.